# Teología heliopolitana
La teología heliopolitana es una doctrina religiosa del Antiguo Egipto creada e impulsada por los sacerdotes de la ciudad de Heliópolis. El dios creador es Atum, que es el dios protector de esta ciudad, Heliópolis, y como dios creador, se hizo a sí mismo, y de su propia sustancia crea a otros dioses, Shu (el Aire atmosférico) y Tefnut (el Vacío).
A partir de la dinastía II (Tinita), se da culto al Disco Solar, Ra, por lo que los sacerdotes de Heliópolis vinculan a Atum con Ra, por lo que según los textos de las pirámides, Ra es el hijo del Cielo (Nut). Debido a esto los sacerdotes de Heliópolis tienen que introducir una segunda pareja, Geb (la Tierra) y Nut (el Cielo). 
Aparece entonces la fusión de Atum-Ra que ya se contempla en la dinastía III (Menfita). Se ve representado en bajorrelieves y escritos como un Halcón o un Escarabajo. El dios Ra es un dios victorioso, que vence a las fuerzas del mal o las tinieblas (Apofis), que es la representación de la salida del sol al amanecer.
La fusión de Atum-Ra fue explicada por los sacerdotes de Heliópolis como una nueva divinidad en la que Atum cede su carácter de creador, y Ra su brillo y poder. Así surge la Enéada heliopolitana, porque Geb, además de a Ra, tiene por hijos a:
- Osiris: la vegetación y la muerte
- Isis: la fertilidad
- Seth: el desierto y la fuerza bruta
- Neftis: la esterilidad

La Enéada está compuesta por lo tanto por Atum-Ra, Shu, Tefnut, Geb, Nut y estos últimos cuatro.

## Segunda enéada heliopolitana
Tardíamente aparece una segunda enéada heliopolitana, formada por los colaboradores de Osiris, como Horus o Hathor.
En los templos, al Sol se le representa de tres formas, todas de forma humana, que son: Jepri (el amanecer), Ra (el apogeo) y Atum (el crepúsculo), y se representan como un niño recién nacido, un hombre con Pschent y un anciano.
El dios Atum-Ra, según los sacerdotes de Heliópolis tiene que ir asociado a la diosa Maat (la Verdad, Justicia y Armonía cósmica), ya que ellos pensaban que estaban unidos en la divinidad, y que el dios es el que crea con la palabra y que ayudaba en la administración (visir o virrey) a los que se les considera como "sacerdotes de Maat".
Esto tuvo una gran trascendencia en la religión y en la política, porque va a contribuir a la unificación política y territorial. Esa unificación se plasmará en que los demás sistemas religiosos se supeditarán al de Heliópolis, uniendo a sus dioses locales con Ra, como Horus-Ra en Edfu o Hathor-Ra en Dendera. Sobek también aparece unido a Ra. En Tebas, en el Imperio Medio, se va a cambiar a Atum-Ra por Amon-Ra, y su culto se impondrá en todo el Imperio.

## Cosmogonía de la teología heliopolitana
La cosmogonía heliopolitana comparte muchos de los rasgos comunes de todas las teologías egipcias. Como en todas las otras, el dios creador aparece sobre la colina primigenia surgida de las aguas, y como en la teología hermopolitana (de la ciudad de Hermópolis), el huevo del que nace fue incubado por cuatro parejas de dioses. En esta ocasión, las parejas que incubaron el huevo fueron las formadas por Nun y Naunet (los dioses representantes de las aguas inferiores y el cielo inferior, respectivamente), Kuk y Kauket (la oscuridad y las tinieblas), Huh y Hauhet (literalmente "el ilimitado y la ilimitada), y Amón y Amaunet (el dios principal de Tebas y su consorte).
Todo esto pertenece a la historia egipcia. Pitón 
- Datos: Q9085955